# Videira
Videira este un oraș în Santa Catarina (SC), Brazilia.